# Breggia
Breggia (lmo. Bréngia) − miejscowość i gmina (comune) w południowej Szwajcarii, w kantonie Ticino, w okręgu (distretto) Mendrisio, siedziba administracyjna powiatu (circolo) Caneggio. Powstała 25 października 2009 w wyniku połączenia gmin Bruzella, Cabbio, Caneggio, Morbio Superiore, Muggio i Sagno.

## Demografia
W Breggii mieszka 1914 osób. W 2022 roku 11,2% populacji gminy stanowiły osoby urodzone poza Szwajcarią. 